# دانیل تامپکینز
دانیل تامپکینز (انگلیسی: Daniel D. Tompkins؛ زاده ۲۱ ژوئن ۱۷۷۴ درگذشته ۱۱ ژوئن ۱۸۲۵) یک سیاست‌مدار اهل ایالات متحده آمریکا بود.